# Adeline Blancquaert

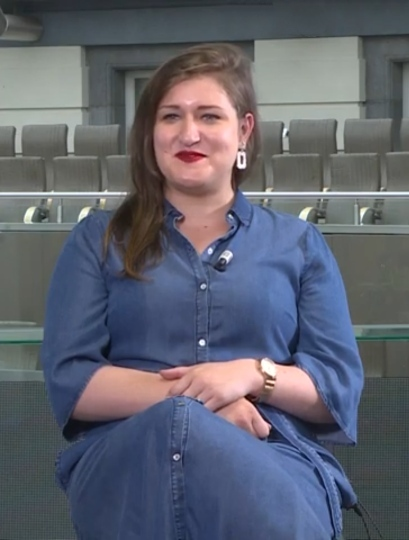
Adeline Blancquaert, 2019

Adeline Blancquaert (nascida em 24 de maio de 1996) é uma política belga-flamenga do Vlaams Belang que é membro do Parlamento Flamengo desde 2019.
Blancquaert estudou línguas na Universidade de Gent e esteve envolvida na Vlaams Belang Jongeren como estudante antes de trabalhar como escriturária. Nas eleições belgas de 26 de maio de 2019, ela foi eleita para o Parlamento Flamengo pelo partido Vlaams Belang, em representação do distrito eleitoral da Flandres Oriental. Ela também foi delegada pelo seu partido ao Senado como senadora estadual.